# Hidrogenesse
Hidrogenesse és un grup català de pop, els membres del qual són Carlos Ballesteros (cantant) i Genís Segarra (sintetitzadors). El nom prové d'una mala lectura del nom "Genís", barrejat amb el nom d'una marca barata de sabons de bany.
L'any 2010 Hidrogenesse col·laboren amb la banda canadenca The Hidden Cameras i editen "Hidrogenesse versus The Hidden Cameras" un miniàlbum en el qual refan 5 cançons del disc Origin:Orphan de The Hidden Cameras.
L'any 2010 presenten Moix, una cançó basada en un fragment del llibre de viatges de Terenci Moix 'Terenci del Nil' i creada per a l'exposició 'Genius loci' de la Fundació Joan Miró a Barcelona 2011. Hidrogenesse van crear una instal·lació amb dos estatus funeràries i diferents objectes 'trobats' a mode de paròdia d'un museu arqueològic. Un dels objectes de la instal·lació era una mastaba construïda amb les restes de catàleg d'Austrohúngaro (2000-2010) descatalogats i retornats per l'antiga distribuïdora del segell. Tot el projecte es un homenatge a Terenci Moix.
Hidrogenesse han remesclat a La Bien Querida, Los Punsetes, Fangoria, entre d'altres. L'any 2011 van remesclar «El último día de las vacaciones» del grup Espanto inclòs al seu àlbum Errísimosy «Luz de piedra de Luna», cançó de l'artista xilena Javiera Mena publicada a l'àlbum Mena de 2010.
Han fet de productors/arranjadors per a discos d'altres artistes com Feria, Single. L'any 2012 han produït el tercer disc de Lidia Damunt Vigila el fuego i el disc Rock'n Roll d'Espanto.

## Remescles[calcitació]
- Sergio Algora, 'Poesía anti-vértigo'
- La Bien Querida, '9.6 French hot-dog remix' and '9.6 Rendevouz Americain'
- Fangoria, 'Lo poquito agrada y lo mucho enfada (versión Vedette por Hidrogenesse)'
- Los Punsetes, 'Mono y galgo'
- Espanto, 'El última día de las vaciones'
- Javiera Mena, 'Luz de piedra de luna'

## Influències
Les influències més significatives que han tingut són The Smiths and Morrissey, The Associates, Sparks, The Magnetic Fields, Saint Etienne, Pet Shop Boys i britànics excèntrics com Lawrence, Jarvis Cocker i Luke Haines. També els va influenciar la música dels setanta amb grups com els germànics La Düsseldorf i Kraftwerk i britànics del glam com Gary Glitter i The Glitter Band.

## Discografia
- Así se baila el siglo XX, CD-Single (2000)
- Eres PC, eres Mac, EP (2001)
- Gimnàstica passiva, CD-Album (2002)
- Animalitos, CD-Album (2007)
- Bestiola, CD-Album (2008)
- Hidrogenesse versus The Hidden Cameras, EP (2010)
- Single: Vamos a casarnos/Hidrogenesse: Llévame a dormir, 7" compartido Golden Greats #1 (2011)
- Un dígito binario dudoso. Recital para Alan Turing, CD-Album (2012)
- El artista (single), Single 7" (2013)
- Hidroboy [2013], Flexi-disc 7" Golden Greats #3 (2013)
- Most (2015)[7]
- Roma (2015)
- Joterías Bobas (2019)